# 미송
미송(美松, Douglas-fir)은 소나무과에 속하는 상록수이다. 북아메리카가 원산지이며 높이는 60-90m나 되며 줄기가 똑바로 자란다. 심재와 변재가 뚜렷하게 구별되는데 심재는 연한 황갈색, 변재는 담황색이다. 춘재에서 추재로의 이전이 빠른 편이다. 단단하고 긴 목재를 얻을 수 있어, 건축·토목이나 선박 건조용으로 이용한다. 그러나 더러움을 잘 타고 진이 스며 나오며 갈라지기 쉬운 약점이 있다.

## 같이 보기
- 미송속